# Tty (Unix)
Em computação, tty é um comando no Unix e sistemas operacionais tipo Unix que imprime o nome de arquivo do terminal conectado à entrada padrão.
O nome tty vem de TeleTYpewriter.

## Uso
O comando tty é geralmente usado para verificar se o meio de saída é um terminal. O comando imprime o nome do arquivo do terminal conectado à entrada padrão. Se nenhum arquivo for detectado (no caso, ele está sendo executado como parte de um script ou o comando está sendo encadeado) a mensagem "not a tty" é impressa na stdin e o comando finaliza com o estado de saída 1. O comando também pode ser executado no modo silencioso (tty -s) em que nenhuma saída é produzida e o comando finaliza com um estado de saída apropriado.
Exemplo:
```
$
 
tty
/dev/pts/0

```

A abreviação "pts" dentro da saída do comando tty indica que ele é um pseudoterminal, onde a saída do terminal está sendo mostrada por um processo no sistema de computação e não por um hardware separado do terminal. Um número de identificação específico enumera os números de tais processos naquele sistema de computação. Se o programa estivesse rodando em um TTY verdadeiro, sua saída seria semelhante a seguinte:
```
$
 
tty
/dev/tty1

```